# Ulotrichopus marmoratus
Ulotrichopus marmoratus là một loài bướm đêm trong họ Erebidae.